# Barnizal
Barnizal es un corregimiento del distrito de Calobre en la provincia de Veraguas, República de Panamá. La localidad tiene 435 habitantes (2010).